# Albert Eckhout

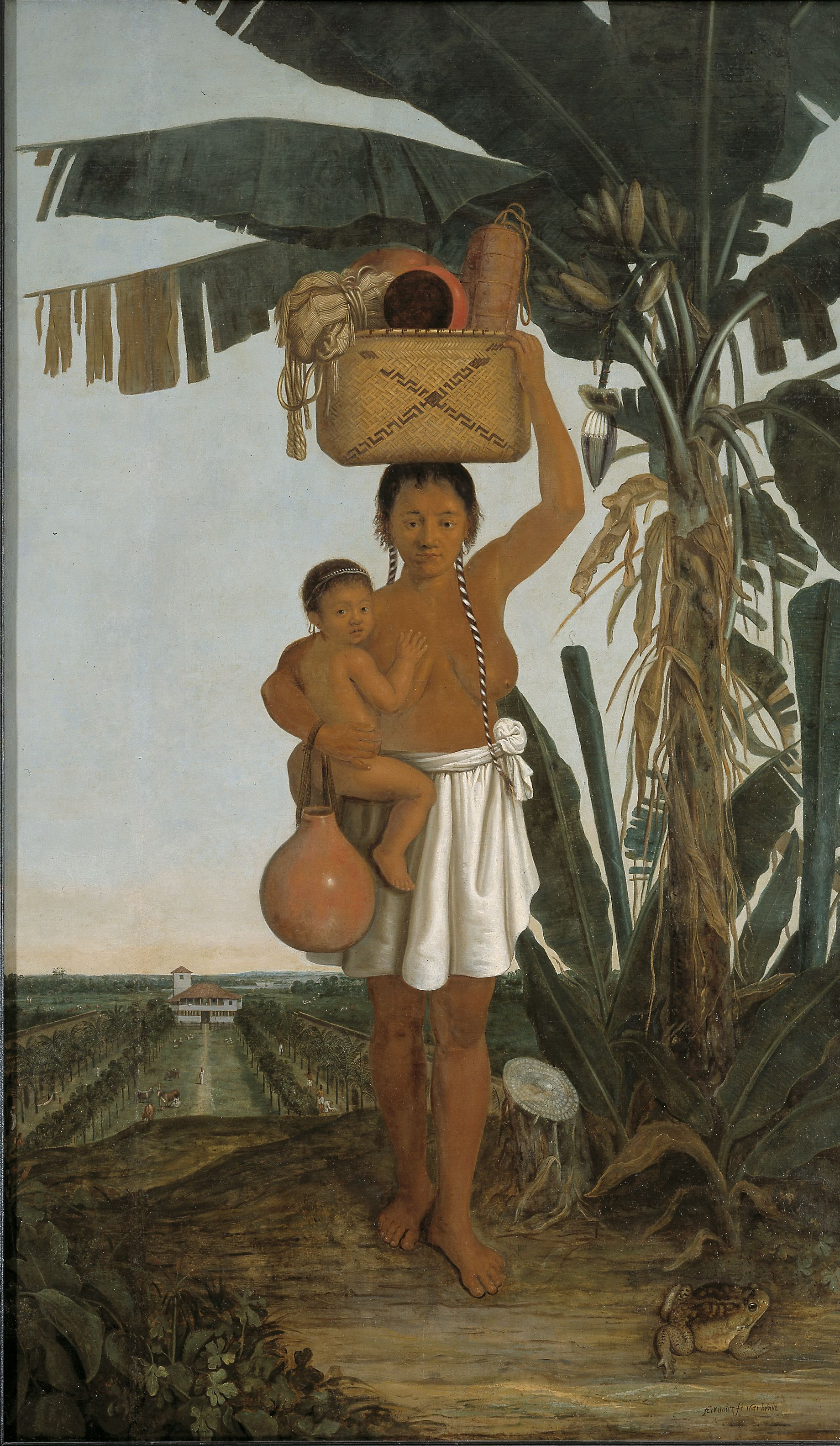
Tupikvinna, målning från 1641

Albert Eckhout, född omkring 1610 i Groningen i Nederländerna, död 1665, var en nederländsk målare.
Albert Eckhout utbildade sig till målare hos sin morbror Gheert Roeleffs och var bland de första europeiska konstnärer som avbildade motiv i Nya Världen. Han deltog i en expedition i Holländska Brasilien 1837-45, vilken leddes av Johan Moritz av Nassau-Siegen, senare generalståthållare för Nederländska Västindiska Kompaniets besittningar i nordöstra Brasilien. I expeditionen ingick också landskapsmålaren Frans Post (1612-80). Eckhouts uppdrag var att avbilda djur, växter och människor. 
Johann Moritz av Nassau-Siegen sålde 1652 Albert Eckhouts verk till kurfursten Fredrik Vilhelm I av Brandenburg. Denne skänkte 1654 ett antal målningar till sin systerson Fredrik III av Danmark, och de 24 bevarade av Albert Eckhouts målningar finns numera på Nationalmuseet i Köpenhamn. En stor samling teckningar finns på Jagellonska universitetets bibliotek i Krakow i Polen.
Albert Eckhout var senare från 1653 hovmålare hos Johan Georg I av Sachsen och Johan Georg II av Sachsen och utförde bland annat gjorde ett åttiotal takmålningar av fåglar i festsalen i lustslottet Hoflössnitz. Han återvände till Groningen 1663.

## Eftermäle
Asteroiden 11241 Eckhout är uppkallad efter honom.

## Bildgalleri

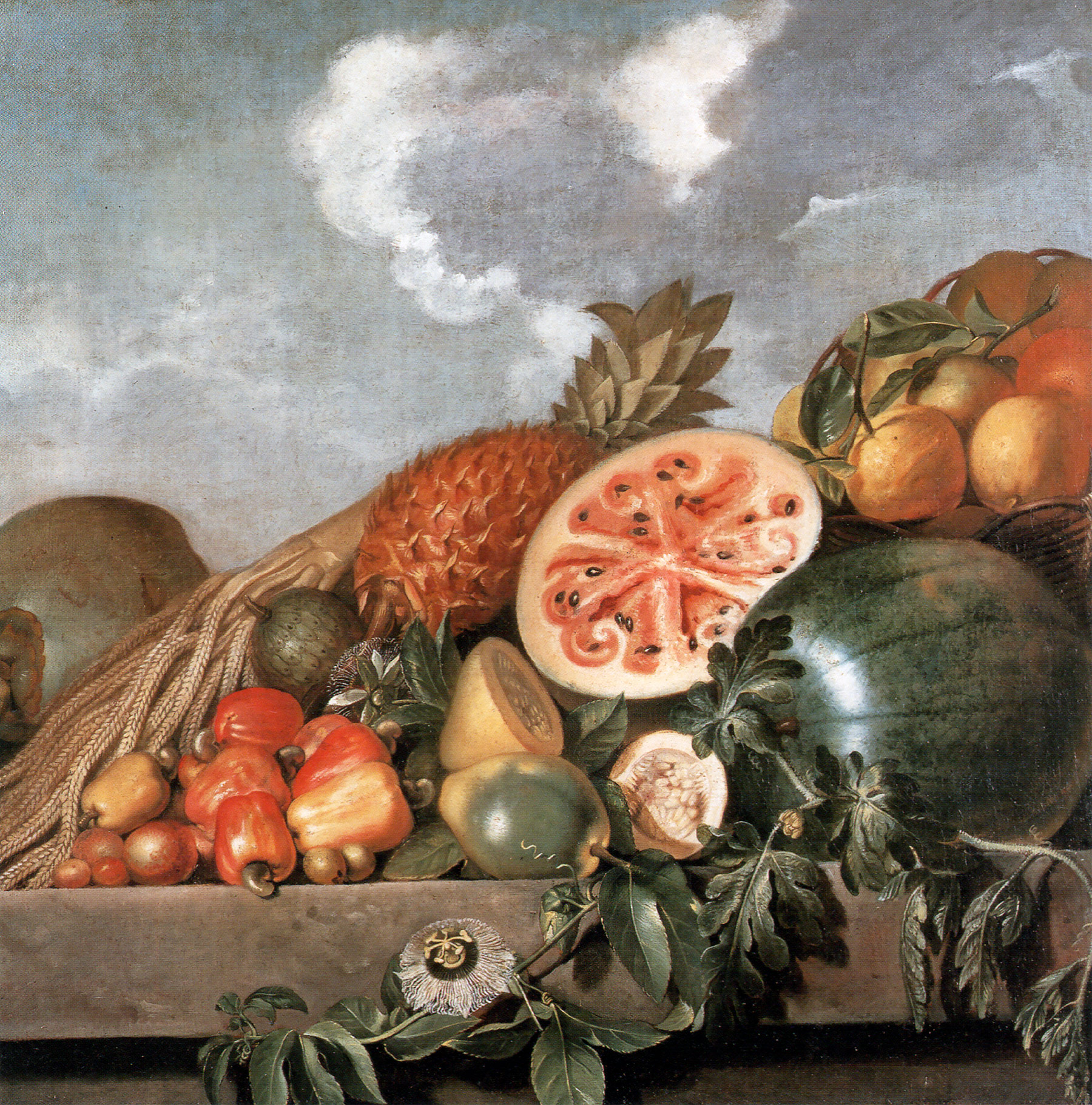
Brasilianiska frukter
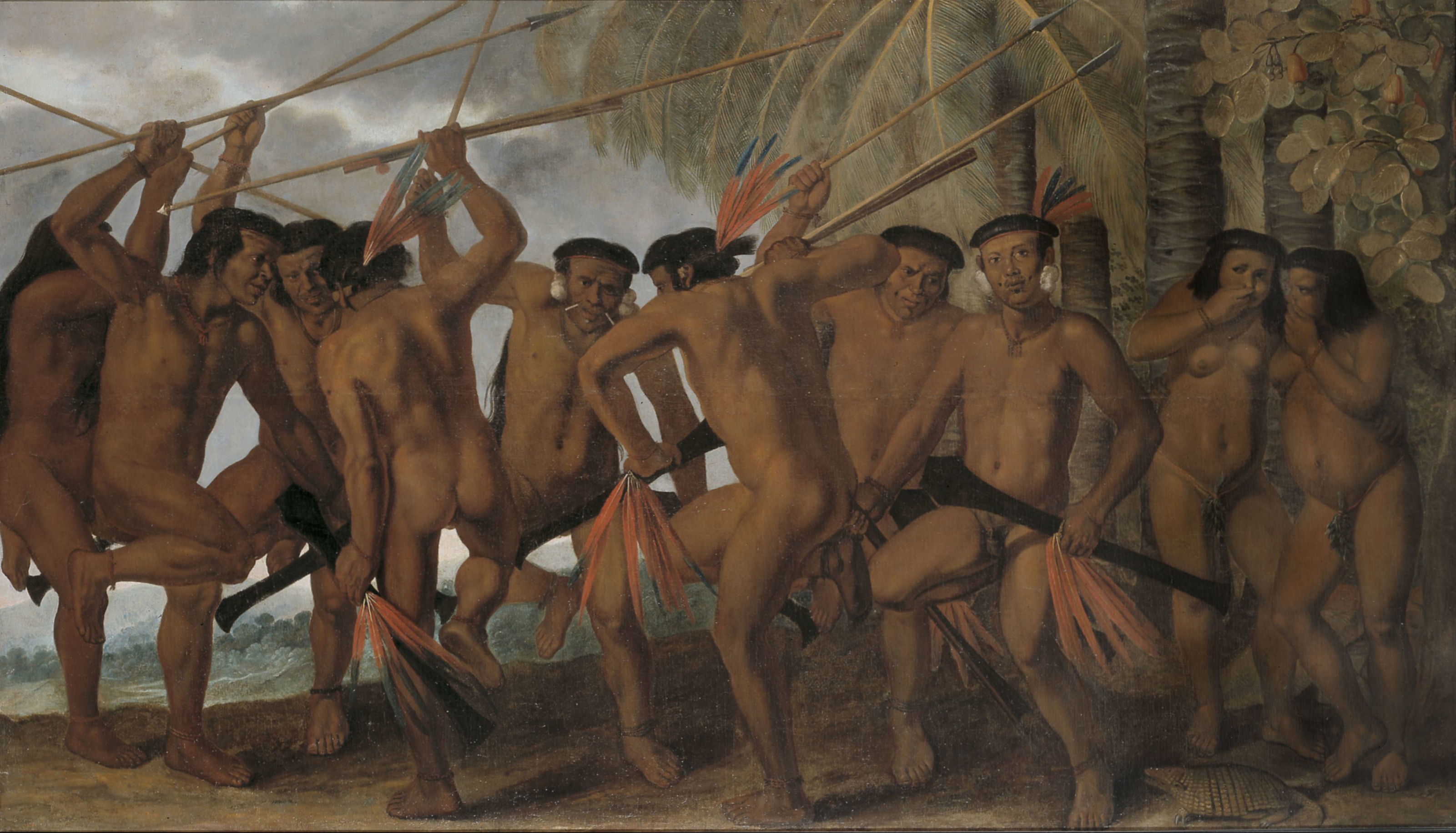
Tapuyadansare
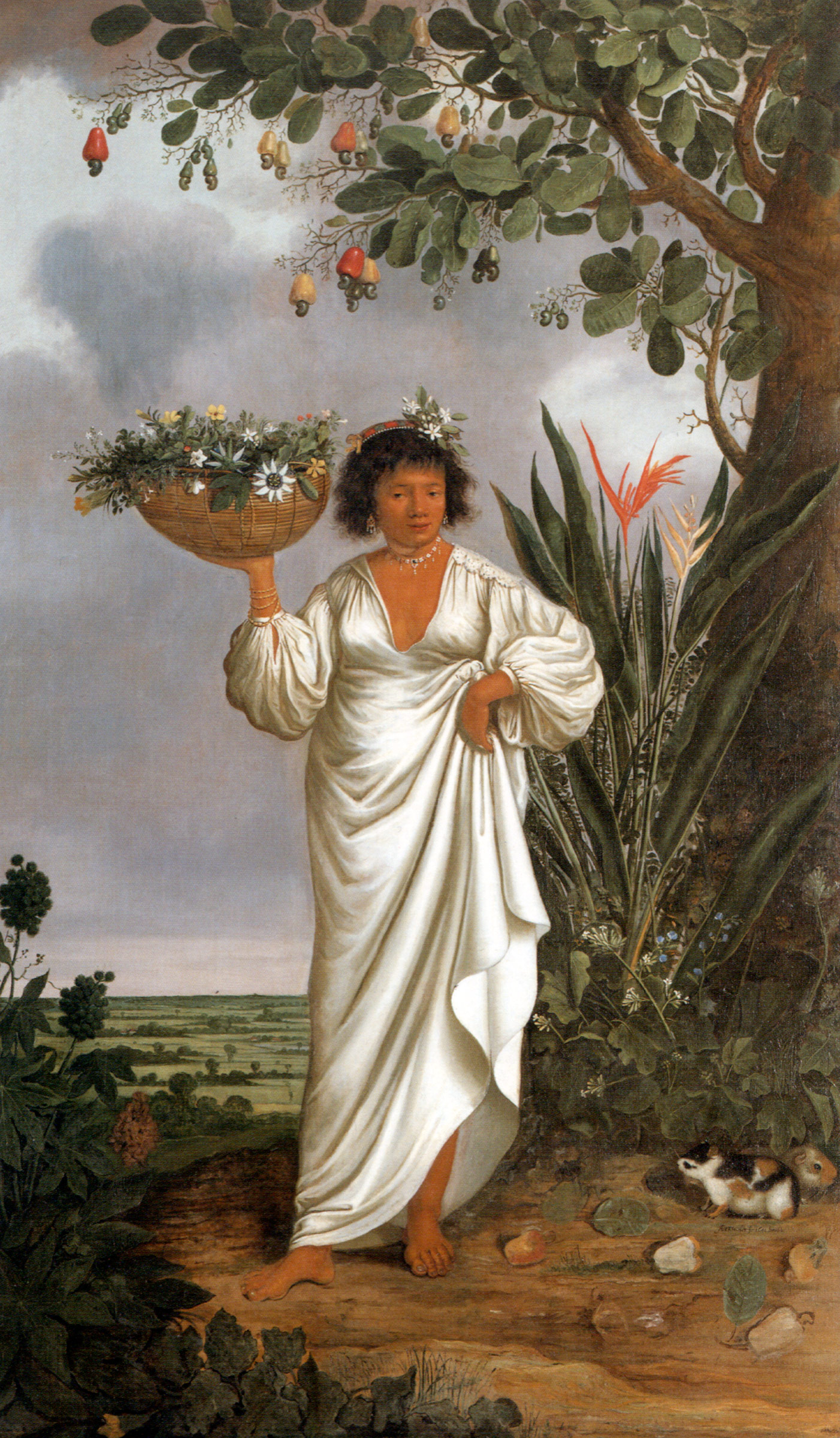
Mameluca
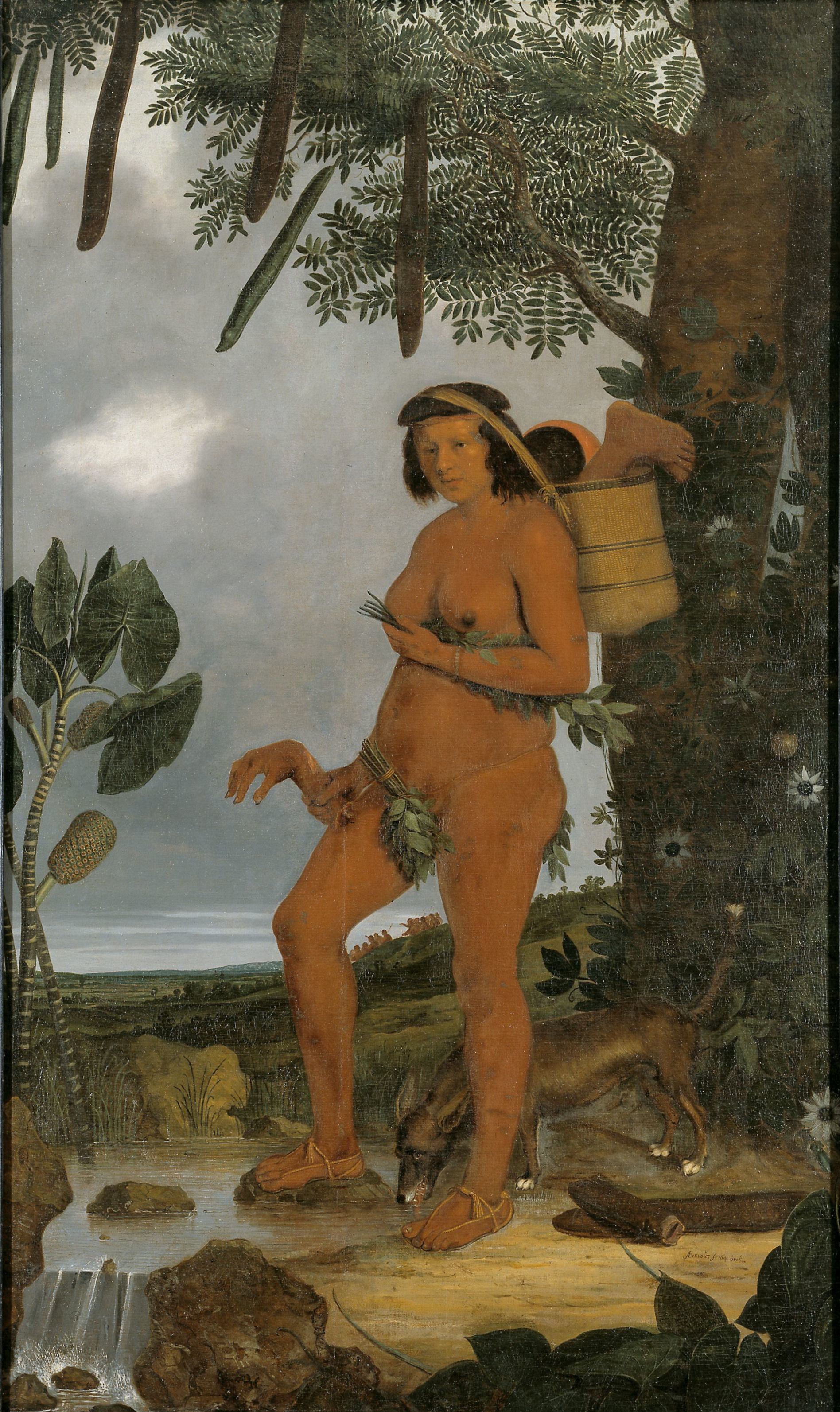
Tapuyakvinna
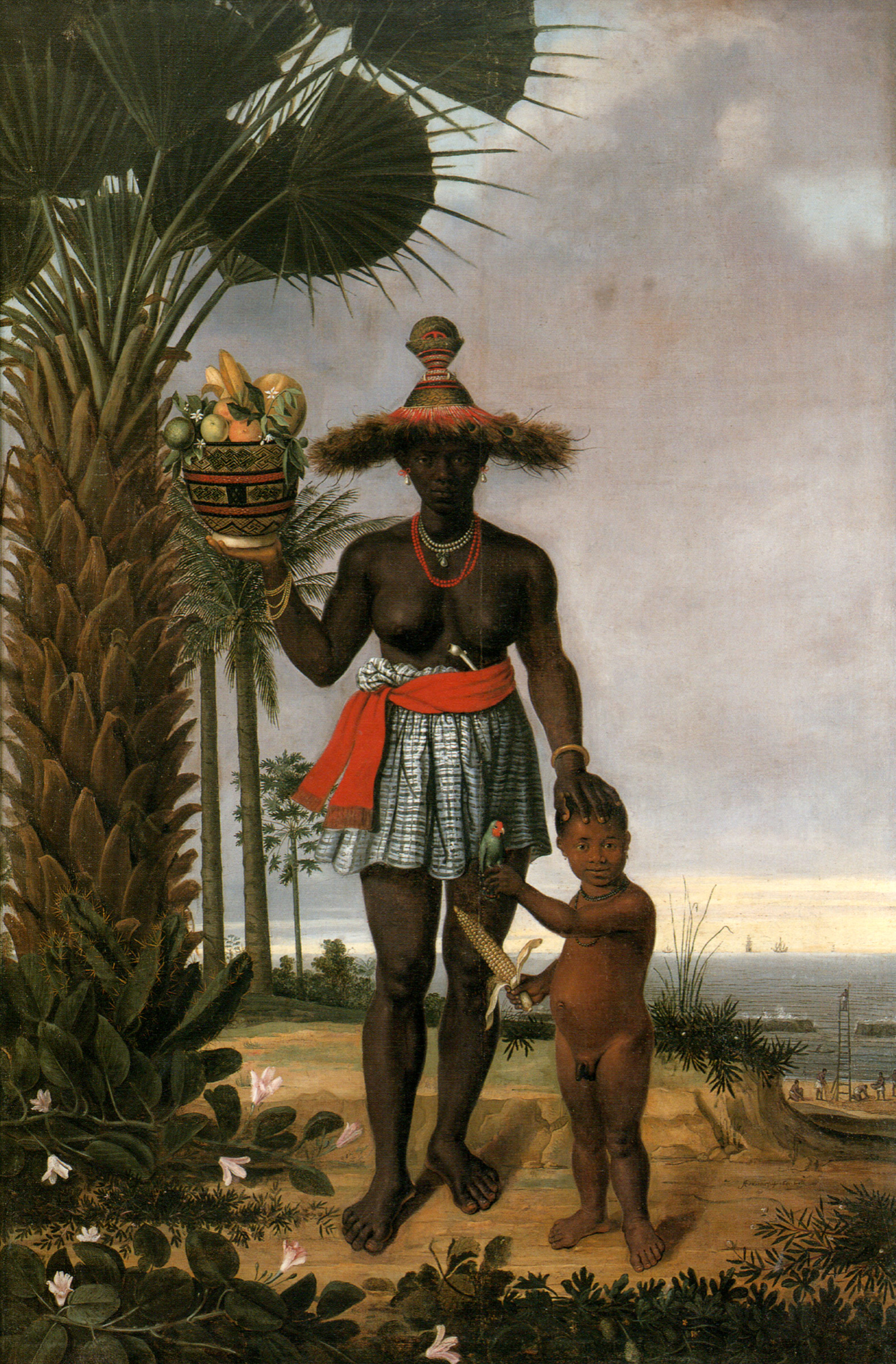
Svart kvinna
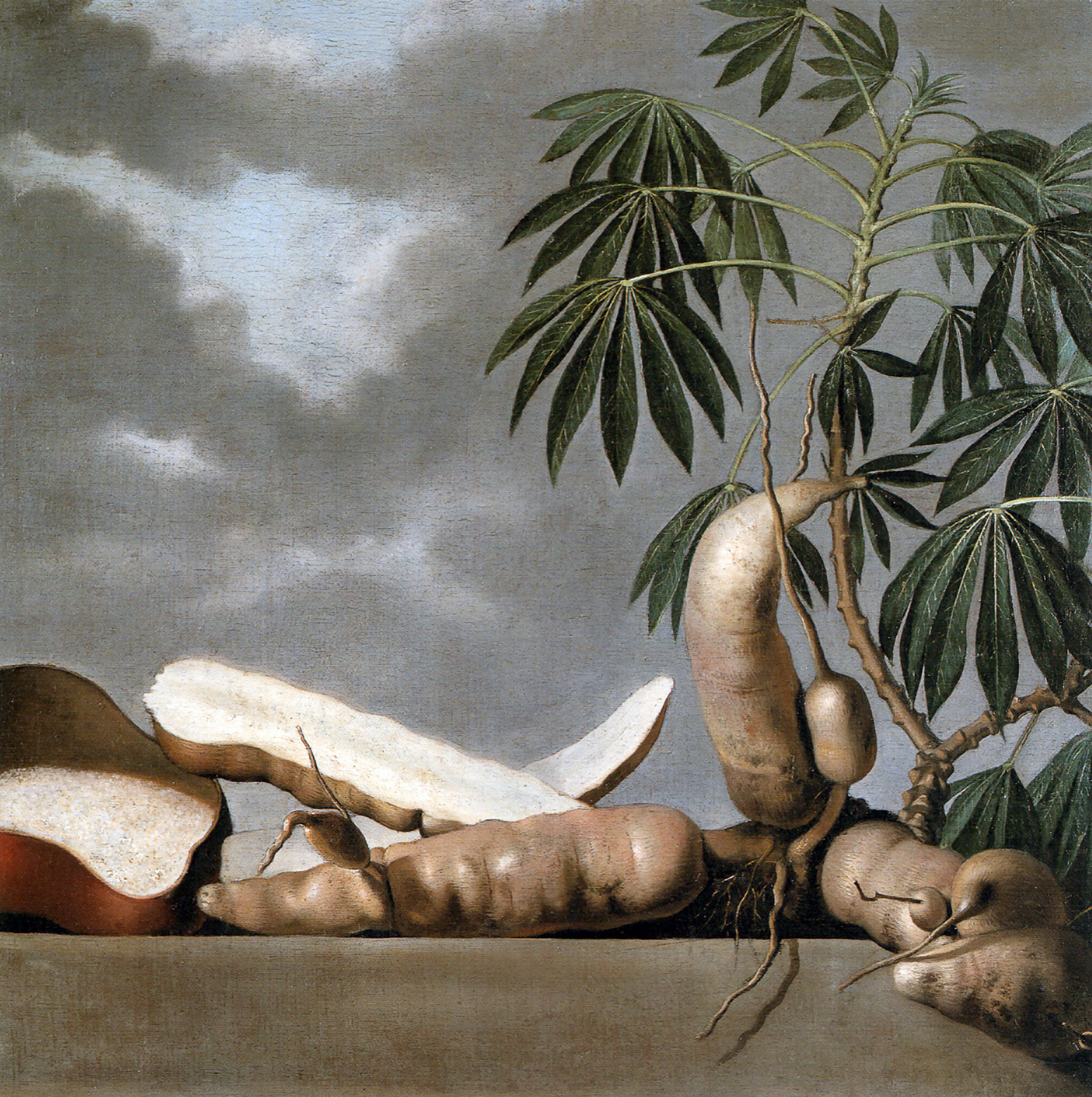
Maniok